# Richard Levinson
Richard Levinson, född 7 augusti 1934 i Philadelphia, Pennsylvania, död 12 mars 1987 i Los Angeles, Kalifornien, var en amerikansk manusförfattare mest ihågkommen för skapandet av Columbo tillsammans med William Link.

## Kort om Levinson
Levinson föddes i Philadelphia, Pennsylvania, och under sin skoltid gick han på University of Pennsylvania där han studerade ekonomi. 1956 tog han sin examen i ekonomi. Det var för övrigt under sin skoltid som han lärde känna William Link där de gemensamt började intressera sig för film. Efter sin skoltid gick han med i USA:s armé där han tjänstgjorde mellan åren 1957 och 1958. 1969 gifte han sig med Rosanna Huffman.

### Levinson och Link
Efter examen och det militära flyttade han och Link till New York för att satsa på en karriär inom filmbranschen. 1959 kom så deras första film, dramat Chain of Command som handlade om militärlivet. Filmen blev framgångsrik och valdes exempelvis av TV-Guide som den bästa filmen just då. Tack vare framgången med Chain of Command flyttade Levinson och Link 1960 till Los Angeles för att fortsätta sin karriär inom filmbranschen där de kunde teckna ett kontrakt med Four Star Productions. Under 1960-talet skrev de bland annat manus till diverse avsnitt av Jagad samt skapade den långlivade deckarserien Mannix (ej visad i Sverige).
1968 kom så deras absoluta genombrott när deras Broadwaypjäs Prescription: Murder filmades där Peter Falk fick rollen som den påträngande, men klurige cigarrökande kommissarie Columbo. Efter genombrottet med Prescription: Murder fortsatte de båda med Columbo.

#### 1980-talet
Under 1980-talet fortsatte de sin karriär inom filmen och 1984 skapade de serien Mord och inga visor (Murder, She Wrote) efter att ha misslyckats med TV-serien Ellery Queen 1975. Mord och inga visor blev en sådan succé att den inte lades ned förrän 12 år senare.

## Levinsons sista tid
Under sommaren 1986, bara några månader före hans död, hann Levinson bli färdig med sitt manus till filmen Hostile Witness(originaltiteln) som var en dramatisk skildring om en terrorist. 
I filmen försökte han ge ett giltigt försvar för en libanesisk terrorist som i en amerikansk domstol dömdes för ett brott som begicks i Spanien mot en amerikansk turnégrupp.
Levinson dog i hjärtattack den 12 mars 1987 i Los Angeles, Kalifornien. 

## Filmografi (i urval)
- 1961 – Alfred Hitchcock presenterar (manus, 2 avsnitt)
- 1962 – Alfred Hitchcock presenterar (manus, 5 avsnitt)
- 1964 – Jagad (manus till vissa avsnitt)
- 1968 – Columbo (skapare samt manus)
- 1975 – Ellery Queen
- 1984 – Mord och inga visor (skapare samt manus)